# Лампсак (околия)
Околия Лампсак (на турски: Lapseki ilçesi) е околия, разположена във вилает Чанаккале, Турция. Общата й площ е 881,6 км2. Според оценки на Статистическия институт на Турция през 2019 г. населението на околията е 27 838 души. Административен център е град Лампсак.